# Вильнёв-дю-Лату
Вильнё́в-дю-Лату́ (фр. Villeneuve-du-Latou, окс. Vilanava del Laton) — коммуна во Франции, находится в регионе Окситания. Департамент коммуны — Арьеж. Входит в состав кантона Ле-Фосса. Округ коммуны — Памье.
Код INSEE коммуны — 09338.

## Население
Население коммуны на 2008 год составляло 115 человек.
| 1962 | 1968 | 1975 | 1982 | 1990 | 1999 | 2008 |
| ---- | ---- | ---- | ---- | ---- | ---- | ---- |
| 131  | 135  | 103  | 113  | 116  | 112  | 115  |

## Экономика
В 2007 году среди 70 человек в трудоспособном возрасте (15—64 лет) 45 были экономически активными, 25 — неактивными (показатель активности — 64,3 %, в 1999 году было 61,4 %). Из 45 активных работали 43 человека (23 мужчины и 20 женщин), безработными были 2 мужчин. Среди 25 неактивных 9 человек были учениками или студентами, 7 — пенсионерами, 9 были неактивными по другим причинам.

## Достопримечательности
- Романская церковь XI века, включена в список исторических памятников Франции